# Ernestina Maenza
Ernestina Maenza Fernández-Calvo (* 22. Dezember 1908 in Lucena; † 25. Juli 1995 in Madrid) war eine spanische Skirennläuferin.

## Biographie
Maenza war 1936 Teil der ersten spanischen Mannschaft die an Olympischen Winterspielen teilnahm. Maenza beendete die Alpine Kombination jedoch nicht, nach dem sie nach Rang 35 in der Abfahrt nicht zum abschließenden Slalom antrat. Dies war zugleich ihr einziger internationaler Auftritt als Skirennläuferin.
Maenza heiratete später den Alpinisten und Künstler Enrique Herreros.

## Erfolge

### Olympische Winterspiele
- Garmisch-Partenkirchen 1936: DNF Alpine Kombination